# Deuk deuk tong
El deuk deuk tong o ding ding tong es un tipo de caramelo tradicional en Hong Kong con sabor a sésamo y jengibre. Se prepara fundiendo maltosa, añadiendo varios ingredientes y removiendo la mezcla sin parar. Antes de que la mezcla se solidifique, se pone la pasta en un palo de metal y se estira hasta darle una forma alargada, enrollándolo entonces para dejarlo plano.
En cantonés, deuk significa ‘cincelar’, romper en trozos. Cuando se compraba a un vendedor callejero, éste tenía que romperlo de su forma original con un par de cinceles planos, llamados deuk. Este proceso es ruidoso, atrayendo a los niños para que compren. Así recibió su nombre el deuk deuk tong (tong significa ‘caramelo’ o ‘azúcar’ en cantonés). 
Actualmente, para satisfacer los gustos de los jóvenes, se hacen también otros sabores de deuk deuk tong, incluyendo coco, chocolate, mango, plátano y fresa.